# Peter Benoit Huis
Het Peter Benoit Huis is een muziek- en biografisch museum in Harelbeke in de Belgische provincie West-Vlaanderen, gewijd aan het werk en leven van de Vlaamse componist en muziekpedagoog Peter Benoit (1834-1901.) Het werd ingericht in 1951 door de Harelbeekse componist Paul Vandebuerie die ook een belangrijk deel van de verzameling bijeenbracht.

## Geschiedenis
Peter Benoit werd er in 1834 geboren en woonde met zijn ouders in een eenvoudig huis aan de Marktstraat. Het kwam na zijn dood in het bezit van de stad Harelbeke. Het geboortehuis werd in 1934 door de stad geopend als museum, waarbij een groot deel van het 19e-eeuwse interieur bewaard bleef. In 1936 werd het bij koninklijk besluit geklasseerd als beschermd monument. Het heropende in 1951 als het Stedelijk Museum Peter Benoit door Paul Vandebuerie. Het geboortehuis kreeg in 2001 een museumgebouw naast zich. 
In 2001 werd het concept van het museum opnieuw vormgegeven naar een belevingsmuseum. Benoits verhaal werd opgevoerd door vijf vrouwelijke personages die een cruciale rol in zijn leven hebben gespeeld. Hierdoor werd zijn leven vanuit verschillende aspecten belicht. Zij zijn:
- Rosalie Monie, zijn moeder die hem de liefde voor de muziek bijbracht
- Julie Zoë Pfotzer, die hij in zijn tijd in Parijs ontmoette
- Flore Wantzel, de vrouw met wie hij bij terugkeer in Brussel trouwde
- Constance Teichmann, zijn inspiratiebron voor religieus werk in zijn Antwerpen-tijd
- Agnes Mertens, zijn geliefde tot aan zijn dood

Verder was een film te zien en muziek te horen van zowel Benoit als collega-componisten. Een van zijn bekendste muziekstukken is Fantasie 3. Dit werd jarenlang als afsluitend nummer gespeeld op de BRT. Naast het museum staat het geboortehuisje van de musicus, dat een inkijk geeft in de armoedige levensomstandigheden waarin hij werd geboren. Het museum heeft verder een bibliotheek met allerlei stukken over Benoit en een verzameling van rond 4000 volksliederen.
In 2021 werd het museum vernieuwd en werd gekozen voor een nieuw concept en nieuwe naam: het Peter Benoit Huis. Benoits verhaal wordt opgevoerd door een ontdekkingstocht met de ErfgoedApp.  Een deel van het museum werd ingericht als woonkamer om bezoekers te laten thuis voelen in het huis van Peter Benoit. Naast deze permanente tentoonstelling van het leven van Peter Benoit worden er ook tijdelijke tentoonstellingen gepresenteerd die altijd zeer interactief zijn.

## Galerij
| - Eerste viool van Peter Benoit - Buste van Peter Benoit - Woonkamer en binnenruimte van het museum - 19e-eeuwse woonkamer v/h geboortehuis Peter Benoit |
| --- |